# Червеноклюн дървесен папуняк
Червеноклюният дървесен папуняк (Phoeniculus purpureus) е вид птица от семейство Phoeniculidae.

## Разпространение и местообитание
Разпространен е в Ангола, Бенин, Ботсвана, Буркина Фасо, Бурунди, Гамбия, Гана, Гвинея, Гвинея-Бисау, Еритрея, Етиопия, Замбия, Зимбабве, Камерун, Кения, Демократична република Конго, Кот д'Ивоар, Лесото, Мавритания, Малави, Мали, Мозамбик, Намибия, Нигер, Нигерия, Руанда, Свазиленд, Сенегал, Сиера Леоне, Судан, Танзания, Того, Уганда, Централноафриканската република, Чад, Южен Судан и Южна Африка.